# ムギセンノウ
ムギセンノウ（麦仙翁、学名：Agrostemma githago）は、ナデシコ科ムギセンノウ属の一年草。別名ムギナデシコ（麦撫子）。原産地のヨーロッパでは畑地に害を及ぼす雑草として扱われており、日本においてはムギなどの農作物に紛れて侵入したと考えられる帰化植物である。一方、花の美しさから花卉として栽培される場合もあり、園芸においては単に属名からアグロステンマとも呼ばれている。

## 特徴

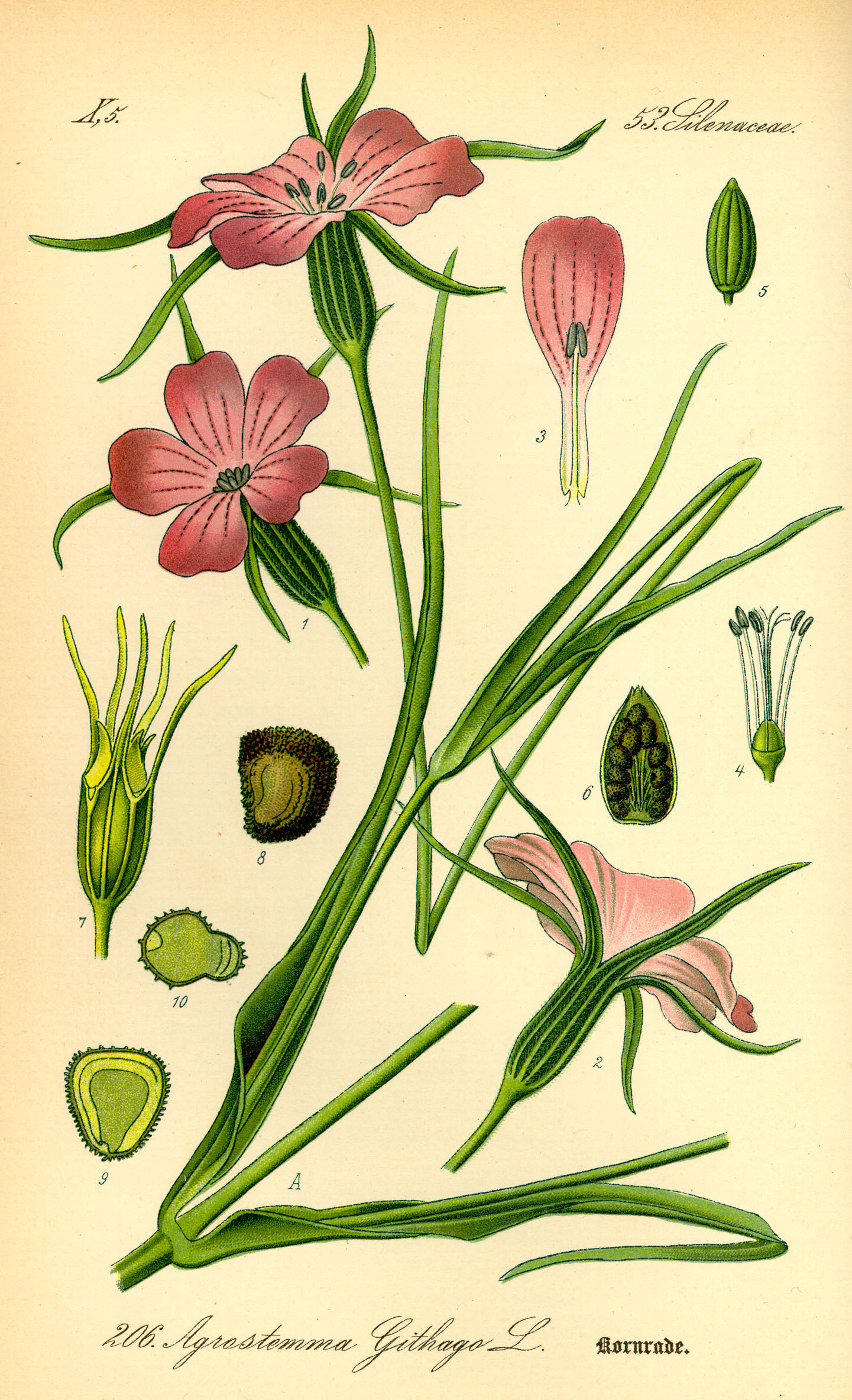
オットー・ヴィルヘルム・トーメ著『ドイツ、オーストリア、スイスの植物』（1885年）の図版

### 形態
畑地や路傍に見られる一年草。茎は直立し草丈30～100cm。葉は線形～線状披針形で対生し、基部で対生した葉同士が融合して短い鞘を形成する。茎は上部で分枝し、それぞれの枝頂に1つずつ花をつける。萼は筒状で固く長さ1.5cm、10本の脈があり、萼片は5裂し線形に3～5cmと花弁よりも長く伸びる。茎・葉・萼ともに毛が生え、特に葉と萼には長毛が密生する。花径は約3cm、花弁は5枚の倒卵形～倒心臓形、中心は白色に近く外側ほど赤紫色～桃色を呈し、縦に数本の条斑を生じる。園芸品種では野生種よりも花は大振りである。花期は5～6月。果実は蒴果。種子は黒色で径3～4mm、表面に鋭い粒状突起があり、有毒である。

### 分布
ヨーロッパ原産。ヨーロッパ全土に広く分布し、ユーラシア大陸ではさらに西アジア、インド北部、中国東北部、朝鮮半島。アフリカ大陸では北アフリカ地中海沿岸と南アフリカ共和国。南北アメリカ大陸ではカナダ、アメリカ合衆国、アルゼンチンなど。オセアニア州ではオーストラリア。いずれも分布域は温帯中心であり、原産地からムギ栽培とともに世界中に分布域を広げたと考えられている。
日本では北海道十勝地方で1892年に採集され、明治時代のムギ栽培の導入とともに侵入したらしい。現在では北海道のほか、全国各地でまばらに見られる。園芸植物の逸出や、輸入農産物に混入しての侵入が分布への影響として考えられる。

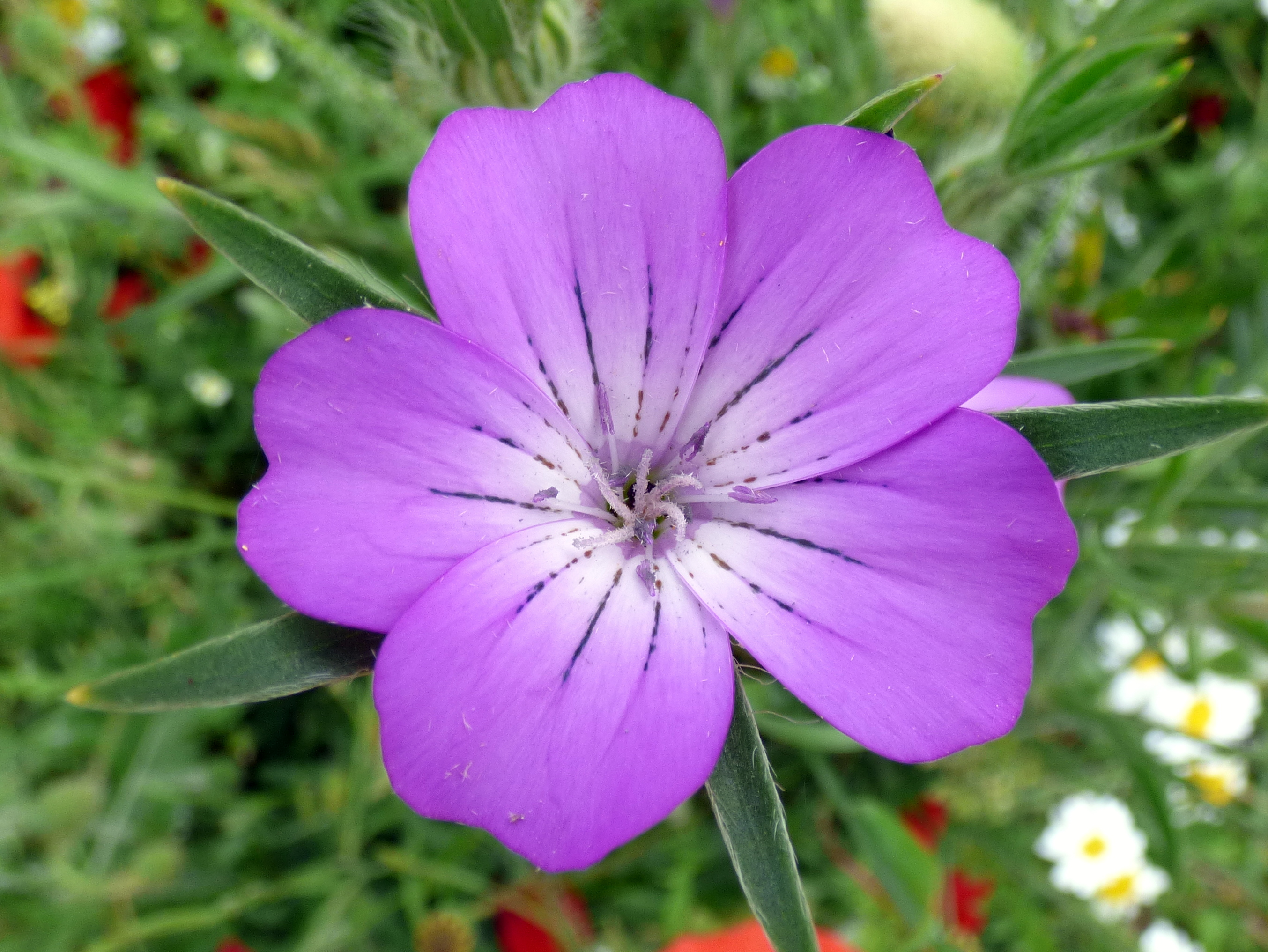
花弁には条班が入り、萼片は花弁より長く伸びる
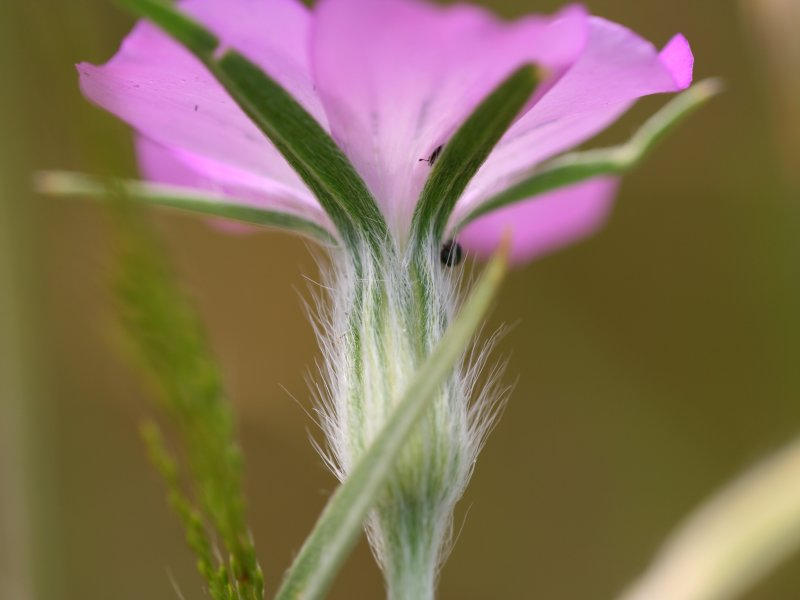
萼には毛が密生する
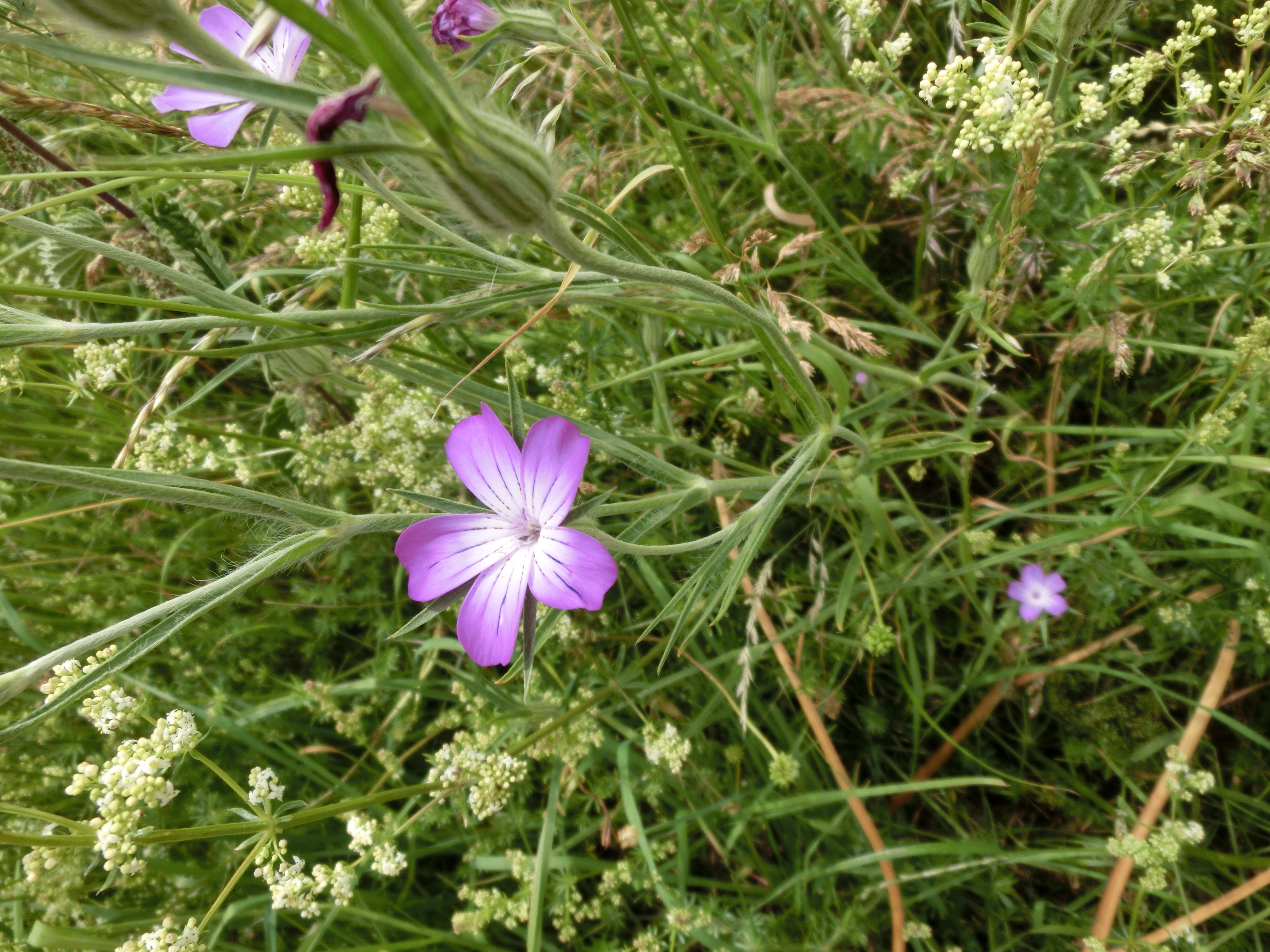
茎や葉は細長く毛が生える
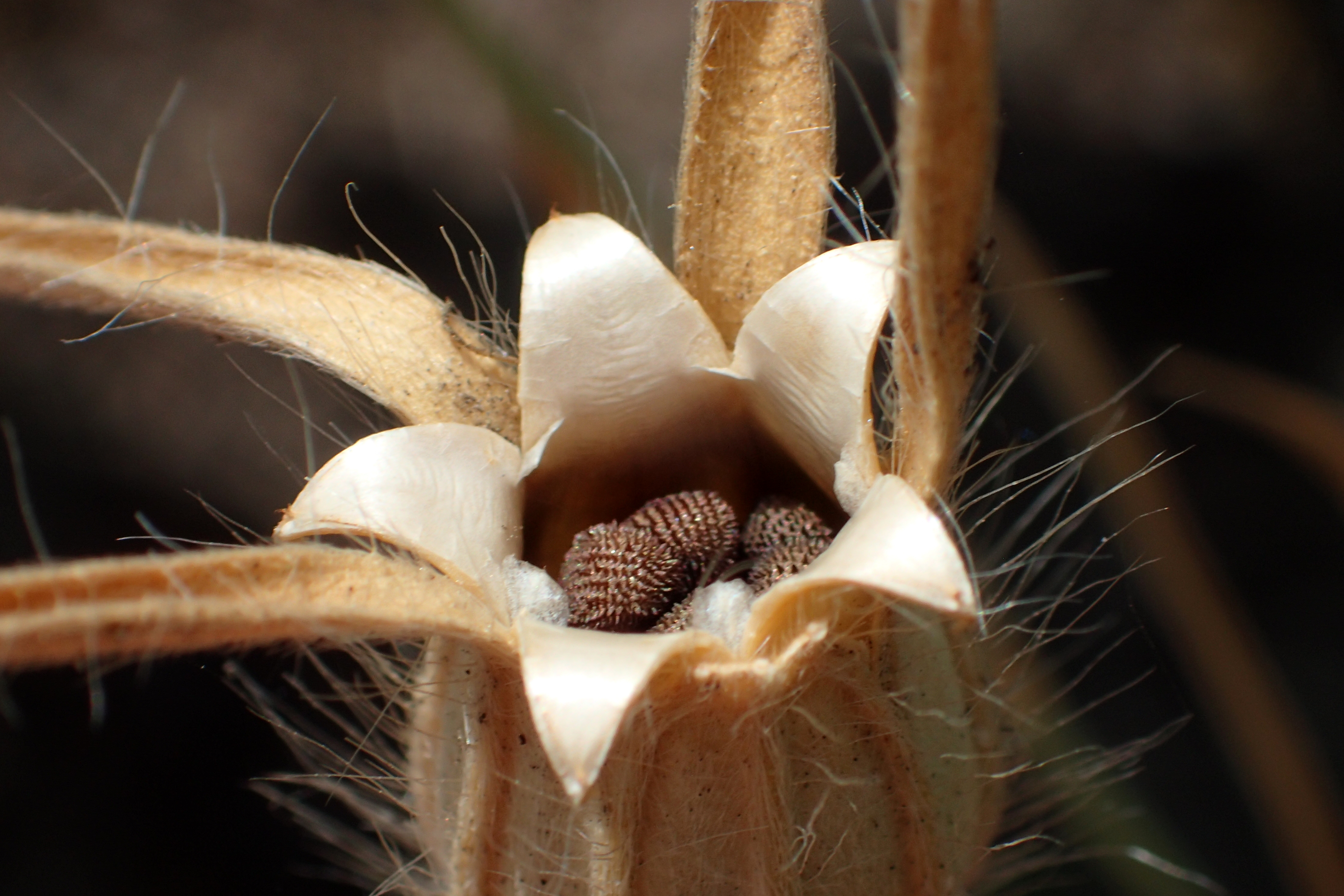
花が枯れた後の果実と種子

## 名称
属名の Agrostemma はギリシア語・ラテン語のagros（野原・畑）とstemma（王冠）を組み合わせたもので、花の姿を冠に見立てたものと言われる。
標準和名はムギセンノウ（麦仙翁）。「麦」は本種の細長い葉がムギに似ているため、あるいは麦畑によく見られるためとする文献もある。「仙翁」は、同じナデシコ科のセンノウ（Silene bungeana、後述）により、その花が京都の仙翁寺（廃寺、京都市右京区嵯峨鳥居本に仙翁町の地名が残る）に咲いていたことに因むという。別名でムギナデシコとも呼ぶが、キク科バラモンジン属のバラモンジン（Tragopogon porrifolius）にもムギナデシコの別名があり注意を要する。園芸用に販売されている種苗では、単に属名からアグロステンマの商品名も見られる。

## 人間との関わり

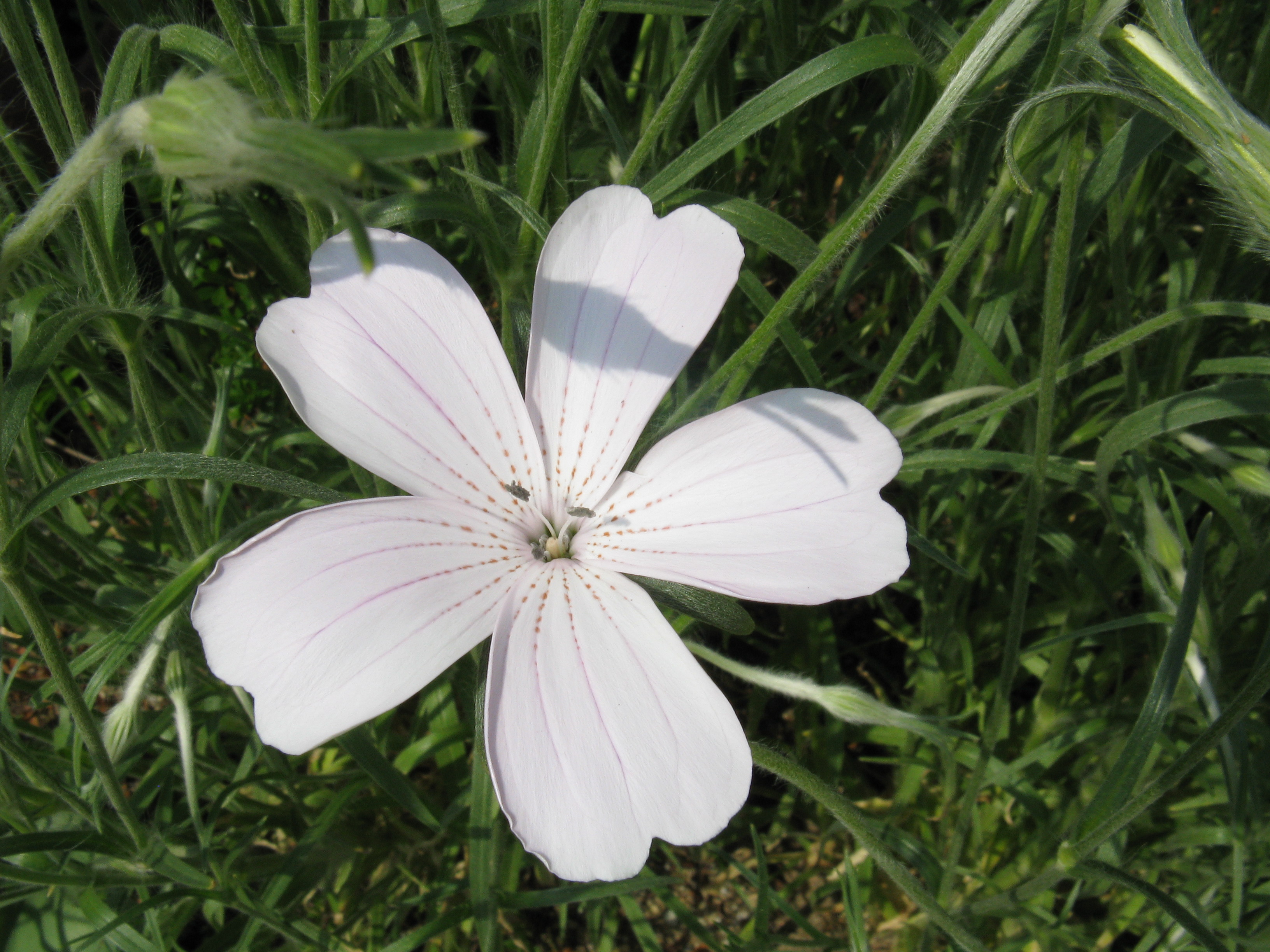
薄い桜色の花弁をもつ園芸品種'桜貝'

### 雑草
原産地のヨーロッパでは畑地の強害雑草として知られる。アレロパシー作用により特に麦類を大きく減収させる上、種子が有毒なため、収穫した麦に混入すると家畜の飼料に利用できなくなるなど大きく商品価値を減退させる。

### 園芸植物
園芸植物として、花壇や切り花用に栽培もされる。種子から育てる場合は9月または3月が種蒔き期で、日当たりのよい場所であれば土質を選ばず丈夫によく育つ。赤紫色～桃色の原種のほか、白色などの園芸品種がある。

## 関連種
- センノウ（Silene bungeana）[13] - ナデシコ科マンテマ属（シレネ属）。シノニムの1つに Lychnis senno があり[15]、この場合はセンノウ属に分類される。「仙翁」の名の由来となった種である。和名に共通点こそあるが、センノウの花は鮮やかな紅色～朱色で花弁に細かい切れ込みが入っており、ムギセンノウとはかなり姿が異なる[16]。室町時代頃に中国から日本に持ち込まれ、観賞用として珍重された[17]。
- コムギセンノウ（Silene coeli-rosa）[18] - ナデシコ科マンテマ属。園芸ではビスカリアと呼ばれる[19]。ピンク・紫・白色などの、ムギセンノウより小ぶりな花を咲かせる。